# Il Balletto di Bronzo
Il Balletto di Bronzo est un groupe de rock progressif italien, originaire de Naples.
Il est principalement connu pour son deuxième album, Ys.

## Biographie
La première étape du groupe se situe entre 1966 et 1970, durant laquelle le groupe publie deux albums studio, Sirio 2222, un album qui comprend des éléments de blues, beat, pop et musique psychédélique. Le groupe est formé par Raffaele Cascone, futur DJ de Per voi giovani et ami d'Edoardo Bennato. Le groupe se compose de Cascone (guitare), Michele Cupaiolo (basse), Marco Cecioni (voix) et Giancarlo Stinga (batterie). Cascone part peu après, et le groupe engage le guitariste Lino Ajello, du groupe Volti di Pietra.
Avec cette formation, Il Balletto di Bronzo parvient à avoir un contrat avec le label ARC Records, pour lequel il publie en 1969 les 45 tours Neve Calda, toujours influencé par le beat mais à tendance hard rock.
L'année suivante sort leur premier album chez RCA Records, Sirio 2222 (précédé le single Sì mama mama, qui n'est pas inclus dans l'album), un disque encore lié aux derniers sons de l'époque, comme le blues (Un posto et Incantesimo), hard rock (Un posto) et rock progressif (Meditazione et Missione Sirio 2222). 
Au cours de l'hiver 1971, le jeune claviériste Gianni Leone rejoint le groupe. Le groupe passe ensuite à Polydor Records. Il s'en suivra la production de l'album Ys, leur véritable et unique chef-d'œuvre. Leone et Stinga collaborent avec Adriano Celentano sur l'album I mali del secolo. 
Le groupe se sépare en 1973. 
Le groupe revient en 1995 pour publier l'album Trys en 1999, fruit d'une tournée live.

## Membres

### Membres actuels
- Gianni Leone - claviers, chant
- Marco Capozi - basse
- Adolfo Ramundo - batterie

## Discographie
- 1970 : Sirio 2222
- 1972 : Ys
- 1999 : Trys